# 군산 나들목
군산 나들목(Gunsan IC)은 전북특별자치도 군산시 성산면 여방리에 설치된 서해안고속도로의 14번 교차로이다. 나들목 진출입로는 성산면 도암리와 접하고 있다. 군산시내로 진출할 수 있으며, 인근의 금강하굿둑을 이용하여 장항읍 방면으로 진출할 수 있다. 1990년 서해안고속도로로 계획될 당시에는 북군산 나들목이었다가 1998년 10월 30일 개통하면서 군산 나들목이 되었다.

## 연혁
- 1995년 1월 27일 : 군산도시계획시설 제10호 광장으로 군산 나들목을 고시[2]
- 1996년 11월 8일 : 1999년 12월까지 군산 나들목을 익산포항고속도로와의 연결을 대비한 북군산 분기점으로 변경하기 위해 전라북도 군산시 나포면 서포리 ~ 성산면 여방리 2.06km 구간 도로구역 변경[3][4]
- 1998년 10월 30일 : 서해안고속도로 서천 ~ 동군산 구간 개통과 함께 통행 개시[5]

## 구조물 정보
직결램프가 포함된 클로버형 입체 교차로이며 군산 요금소에서 서해안고속도로 서울 방향으로 이어지는 램프가 직결형이다. 본래 이 나들목은 군산 ~ 익산 고속도로 건설을 염두에 두고 향후 고속도로 연결을 대비해 건설되었지만 군산 ~ 익산고속도로 건설 계획이 취소되면서 일부 램프만 활용되고 있다.
- 위치: 전북특별자치도 군산시 성산면 여방리
- 영업소: 전북특별자치도 군산시 성산면 구암로 560

## 접속하는 도로
- 구암로 (국도 제27호선, 지방도 제706호선)
- 지방도 제709호선 (오성로)

## 교통량 정보
| 요금소        | 통행량 (대/일) | 통행량 (대/일) | 통행량 (대/일) | 통행량 (대/일) | 통행량 (대/일) | 통행량 (대/일) | 통행량 (대/일) | 통행량 (대/일) | 통행량 (대/일) | 통행량 (대/일) | 각주  |
| 요금소        | 2001년         | 2002년         | 2003년         | 2004년         | 2005년         | 2006년         | 2007년         | 2008년         | 2009년         | 2010년         | 각주  |
| ------------- | -------------- | -------------- | -------------- | -------------- | -------------- | -------------- | -------------- | -------------- | -------------- | -------------- | ----- |
| 군산 (폐쇄식) | 3,377          | 3,368          | 2,608          | 2,178          | 2,088          | 2,419          | 2,876          | 3,139          | 3,755          | 4,819          | [ 6 ] |
| 요금소        | 2011년         | 2012년         | 2013년         | 2014년         | 2015년         | 2016년         | 2017년         | 2018년         | 2019년         |                | [ 6 ] |
| 군산 (폐쇄식) | 5,050          | 4,924          | 5,213          | 5,685          | 6,179          | 6,502          | 6,706          | 6,705          | 5,345          |                | [ 6 ] |